# Thrash Notes
Thrash Notes è il primo album del gruppo thrash metal tedesco Abandoned pubblicato nel febbraio del 2006.

## Tracce

### CD
Testi e musiche di Abandoned.
1. The Oncoming Storm – 4:01
2. Return to One – 4:16
3. Take the Spell – 4:46
4. Holy Terror – 4:11
5. Breed Machine – 4:28
6. Phoenix Rise – 5:07
7. Pay the Dues – 4:09
8. Demonic – 4:32
9. Hell Is Home – 3:28
10. You're Going Down! – 5:56
11. Nightmares – 3:46

## Formazione
- Kalli (Eric Kaldschmidt) - voce, chitarra
- Holg (Holger Ziegler) - chitarra
- Günt (Günter Auschrat) - basso
- Konny (Konrad Cartini) - batteria

Note aggiuntive
- Abandoned - produttori
- Clemens Reinhaun! von Witte e Rolf Babbel net! Köhler - co-produttori
- Registrato, mixato e masterizzato nel novembre-dicembre 2005 al Hammer Music Studios di Brackel, Germania
- Mixato e masterizzato da: Abandoned, Clemens von Witte e Rolf Köhler
- Axel Hermann - artwork
- Axel Jusseit - fotografie[1]